# گروه مهتا
گروه مهتا (انگلیسی: Mehta Group) شرکت خوشه‌ای هندی است، که در سال ۱۹۹۸ تأسیس شد.